# Барановський Анатолій Андрійович
Анатолій Андрійович Барановський (нар. 6 травня 1937, місто Одеса Одеської області — пом. 31 липня 2009, місто Іллічівськ, тепер Чорноморськ Одеської області) — український радянський діяч, бригадир комплексної бригади портових робітників Іллічівського морського торговельного порту Одеської області. Герой Соціалістичної Праці (19.02.1976). Депутат Верховної Ради УРСР 9—10-го скликань. Член Президії Верховної Ради УРСР 10-го скликання.

## Біографія
Народився в родині робітника. З 1954 року — завідувач Йосипівської сільської бібліотеки, завідувач сільського клубу села Йосипівки Овідіопольського району Одеської області.
У 1956—1960 роках — служба в Радянській армії, на Північному флоті.
У 1960—1961 роках — курсант школи шоферів, шофер радгоспу «Червоний маяк» Біляївського району Одеської області.
З 1961 року — водій, портовий робітник-стивідор Іллічівського морського торговельного порту. Закінчив вечірню середню школу.
З 1967 року — бригадир докерів-механізаторів (комплексної бригади портових робітників) Іллічівського морського торговельного порту Одеської області.
Член КПРС з 1973 року.
У 1979 році закінчив Одеське морехідне училище та здобув спеціальність експлуатація водного транспорту. 
У 1990 році заочно закінчив юридичний факультет Одеського державного університету імені Мечникова.
З 1994 року — юрист договірного відділу Іллічівського морського порту Одеської області.
У 2001—2009 роках — бригадир-наставник навчально-курсового комбінату, голова профспілки докерів Іллічівського морського порту Одеської області.

## Нагороди
- Герой Соціалістичної Праці (19.02.1976)
- орден Леніна (19.02.1976)
- орден Жовтневої Революції (1.07.1982)
- орден Дружби Народів (30.05.1973)
- Почесна грамота Президії Верховної Ради Української РСР (1985)
- лауреат Державної премії Української РСР (1975)
- медалі
- почесний робітник морського флоту СРСР (1971)
- почесний громадянин міста Іллічівська (Чорноморська) (1986)